# منطقة التل
منطقة التل منطقة سورية إدارية تتبع محافظة ريف دمشق ومركزها مدينة التل، بلغ تعداد سكان المنطقة 115,937 نسمة حسب التعداد السكاني لعام 2004.

## نواحي منطقة التل
- ناحية مركز التل
- ناحية رنكوس
- ناحية صيدنايا